# Leia concinna
Leia concinna är en tvåvingeart som beskrevs av Samuel Wendell Williston  1896. Leia concinna ingår i släktet Leia och familjen svampmyggor. Inga underarter finns listade i Catalogue of Life.